# Plaza de la Cuartera
La plaza de la Cuartera (en catalán plaça de sa Quartera) se encuentra en el actual barrio de la Gerreria de Palma, en la isla de Mallorca, España.
Se construyó en el siglo XV, su función era de depósito de grandes de la ciudad y asegurar el abastimiento público de cereales. El trigo era almacenado en la cuartera. Trabajaban mayordomos, purgadores, medidores y los molineros. Era esencial en épocas de sequía y escasez de alimentos básicos . El ayuntamiento derrocó el depósito en 1875. El nombre de la plaza todavía recuerda su antigua utilización.
En la plaza solo faltan los portales de un lado. Al oeste de la plaza, en la calle de la Corderia hay la famosa espartería Ca la Seu, uno de los comercios más antiguos de Europa (fue fundada en el 1510) aunque en el año de su quinto centenario, fue reconvertida, por desgracia, en un bar.